# Casanegra
Pour plus de détails, voir Fiche technique et Distribution.
Casanegra (en arabe : كازانيكرا) est un film marocain de Nour-Eddine Lakhmari, sorti en 2008.
Ce long métrage, « noir et dramatique », a été officiellement choisi pour représenter le Maroc pour l'Oscar du meilleur film international lors de la 82e cérémonie des Oscars.

## Synopsis
Karim (Anas El Baz) et Adil (Omar Lotfi), deux amis d'enfance, sont de jeunes oisifs au vocabulaire vulgaire, qui vivent de petits boulots et d'arnaques dans l'un des anciens quartiers européens de la ville de Casablanca (« Casa la blanche ») qu'ils ont rebaptisée « Casanegra » (« Casa la noire ») terme ironique suggéré par un chauffeur de taxi pour exprimer l'abîme entre les riches (de Casablanca) et les pauvres (de Casanegra). Karim, beau gosse bien fringué, gère un réseau d'enfants de rue qui vendent des cigarettes au détail, alors qu'Adil rêve de partir travailler à Malmö et cherche la somme d'argent nécessaire à son projet. Karim vit dans une famille où le père, ancien ouvrier d'une usine de traitement de poisson, est handicapé majeur, alors qu'Adil vit avec sa mère et son beau-père psychopathe et violent, et finit par fuir après s'être vengé en brûlant la voiture de ce dernier. Zrirek (Mohamed Benbrahim) un truand mafieux local qui se fait payer en menaçant ses victimes à l'aide d'une perceuse, leur propose de travailler pour  lui. Il les envoie d'abord récupérer une somme chez Rami, un homosexuel réticent, qu'ils finissent par tabasser et voler, Dans sa somptueuse villa, Adil découvre une grosse somme qu'il cache. Karim se rend en boîte de nuit de luxe où il rencontre Nabila, la vendeuse de meubles voisine, divorcée et en quête d'amour, mais il est trahi dans son amour par ses vendeurs de cigarettes qui révèlent son vrai visage de paumé. De son côté, Adil fait fuir sa mère en province et lui remet la somme volée à la station d'autocars. Lors d'une réunion dans la boîte de nuit miteuse qu'il fréquente, Zrirek, qui s'intéresse beaucoup aux courses, leur propose de droguer un cheval gagnant pour miser sur un autre et gagner beaucoup d'argent, mais le cheval s'enfuit et dans la course-poursuite qui s'ensuit, Zrirek est blessé et arrêté par la police. La fin nous remet au début de l'histoire...

## Critique lors de la sortie en salle
Par Samuel Douhaire : Casablanca est-elle toujours la « ville blanche » ? La jeunesse sans avenir de la métropole marocaine préfère parler de « ville noire », tant la misère et la violence y règnent. Visiblement, le réalisateur a voulu associer réalisme social et style hollywoodien : un pari ambitieux et, en dépit de quelques longueurs, plutôt séduisant. La photographie stylisée, les scènes d'action, filmées caméra à l'épaule, restituent la vitalité bouillonnante (et inquiétante) de « Casa ». Le scénario épouse la structure du film noir pour raconter, en un long flash-back, le destin de deux amis d'enfance, engagés comme hommes de main par un gangster sadique. Karim (Anas El Baz) est sapé comme un héros de Reservoir Dogs, Adil (Omar Lofti) pourrait être le petit-cousin maghrébin de Robert De Niro dans Mean Streets.
Le film doit beaucoup au charme de ces deux personnages et à l'énergie de leurs interprètes. On regrette d'autant plus la caricature des seconds rôles : le chef mafieux, notamment, qui menace ses clients avec une perceuse suscite davantage la rigolade que la terreur...

## Fiche technique
- Titre original : Casanegra en arabe : کزا نكرا
- Réalisation : Nour-Eddine Lakhmari
- Scénario : Nour-Eddine Lakhmari
- Direction artistique : Luca Coassin (AIC)
- Décors : Badria Soud Elhassani
- Costumes : Amina Hamada
- Photographie : Luca Coassin
- Son : Emmanuel Legall
- Montage : Sarah Mouta
- Musique : Richard Horowitz, Raïss Tijani et Amine Snoop (alias Al Kayssar)
- Sociétés de production : Sigma Technologies et Soread 2M (coproduction), avec une avance sur recettes du Centre cinématographique marocain
- Producteur : Pierfrancesco Fiorenza
- Société de distribution : Bodega Films
- Production : Ali Kettani et Dino Sebti (producteurs exécutifs), Azziz Nadifi (coproducteur)
- Pays d'origine :  Maroc
- Langue d'origine : arabe marocain (darija)
- Budget : entre 10 et 11 millions de dirhams, soit €1,200,000[2].
- Genres : film noir et drame
- Format : couleur — 35 mm — CinemaScope
- Durée : 124 minutes
- Dates de sortie :
  -  Maroc : 24 décembre 2008
  -  Pays-Bas : 21 mai 2009
  -  France : 21 octobre 2009
  -  Belgique : 13 janvier 2010
- Classification : interdiction aux moins de 12 ans

## Distribution
- Anas El Baz : Karim, un jeune homme de Casablanca qui vit de petites combines avec son ami d'enfance Adil
- Omar Lotfi : Adil, son ami d'enfance qui rêve de partir travailler en Suède
- Mohamed Benbrahim : Zrirek, un mafieux qui propose un coup à Karim et Adil
- Ghita Tazi : Nabila, une jeune femme riche dont Karim est amoureux
- Driss Roukhe : le beau-père d'Adil, un homme violent qui bat sa femme
- Hassan Essakali : El Hajj
- Zakaria Atifi : le chauffeur de taxi
- Ahdellah Chakiri : un ferrailleur
- Abdellatif Chegra : un autre ferrailleur
- Fatiha Ouatili: la mère d'Adil
- Raouia (Fatima Hernadi) : la barmaid
- Michel Botbol : Ramil
- Touria El Hajjaji : la mère de Karim
- Mohamed Boughaba : le père de Karim
- Kenza Filali : la sœur de Karim

## Accueil
Sorti le 24 décembre 2008 au Maroc, Casanegra a occupé, avec 214 473 entrées, la première position du box-office national en 2009.

## Distinctions

### Récompenses
- 5e édition du Festival international du film de Dubaï (2008) :
  - Prix du meilleur acteur (en ex aequo Anas El Baz et Omar Lotfi)[4]
  - Prix du meilleur directeur de la photographie[4]

- 10e édition du Festival national marocain du film (2008) :
  - Prix du premier rôle masculin (Omar Lotfi)[5]
  - Prix du deuxième rôle masculin (Mohamed Benbrahim)[5]
  - Prix du son (Emmanuel Legall)

- 16e édition des Journées du cinéma européen en Tunisie (2009) :
  - Prix du public long-métrage[6]

- 17e édition du Festival cinématographique de Damas (2009) :
  - Médaille de bronze[7]
  - Prix spécial du jury[7]

- 9e édition du Festival du film arabe de Rotterdam (2009) :
  - Prix du meilleur metteur en scène[8]

- 55e édition du Festival international de cinéma de Taormine (2009) :
  - Meilleur metteur en scène[8]

- 36e édition du Festival international du film indépendant de Bruxelles (2009) :
  - Prix du meilleur réalisateur[9]
  - Prix du meilleur interprète (en ex aequo Anas El Baz et Omar Lotfi)[9]

- 3e édition du Festival international du film arabe à Oran (2009) :
  - Prix du meilleur réalisateur[10]
- Oscar du meilleur film étranger au Festival de Toronto

### Sélections et nominations
En 2009 :
- 82e édition des Oscars[11], dans la catégorie du meilleur film en langue étrangère
- 31e édition du Festival des films du monde de Montréal[12]

## Autour du film

### Exemples d'extraits journalistiques
De provenance marocaine
- Karim Boukhari dans TelQuel[13] :

« Bien écrit, réalisé et joué, c’est le genre de film, décomplexé, oxygéné, à susciter le débat, voire la polémique. Ça passe et ça casse. Et c’est tout sauf une mauvaise chose. »

- Fédoua Tounassi dans BabelMed[14] :

« "Casa Negra" est un film noir qui se passe dans les bas-fonds du Casablanca, grande métropole économique du Maroc. »

De provenance française
- Isabelle Danel dans Première[15] :

« Qu’il y soit dit beaucoup de choses souvent tues sur la réalité de cette ville – le chômage, le racket, l’exploitation des enfants... – ne change rien à l’impression d’assister à une suite de constats qui, faute de s’incarner, se transforment en clichés. »

- Florence Beaugé dans Le Monde[16] :

« Violence, langage cru, sexe... Jamais un film marocain n'aura été si loin. Casanegra, le second long métrage du réalisateur Noureddine Lakhmari, 44 ans, est en passe de devenir un phénomène de société au Maroc. Dans les quatre villes - Casablanca, Rabat, Tanger et Marrakech - où le film est projeté depuis le 24 décembre 2008, les salles affichent souvent complet. Jeunes, vieux, riches, pauvres, femmes voilées ou en jean, affluent en masse. »

### Musique
Casanegra est aussi le titre de la deuxième chanson de l'album Byad Ou K7al – « Noir et blanc » en darija – du rappeur marocain Don Bigg, sorti fin 2009. Celui-ci avait été approché pour réaliser la bande-son du film de Nour-Eddine Lakhmari, auquel ladite chanson fait un clin d'œil, sans que la collaboration ait aboutie.
La chanson du générique du film, composée et interprétée par un autre rappeur marocain, Amine Snoop (alias Al Kayssar), en featuring avec Myriam Sid, a fait l'objet d'un clip également réalisé par Nour-Eddine Lakhmari.